# Flughafen Wewak

i8
i11
i13
Der Wewak International Airport (auch Boram Airport, IATA-Code: WWK, ICAO-Code: AYWK) liegt nahe der Stadt Wewak in Papua-Neuguinea.